# Lepithrix steineri
Lepithrix steineri är en skalbaggsart som beskrevs av Dombrow 2000. Lepithrix steineri ingår i släktet Lepithrix och familjen Melolonthidae. Inga underarter finns listade i Catalogue of Life.